# Kapteyn b
Kapteyn b es un exoplaneta descubierto en 2014 por el equipo HARPS del Observatorio de La Silla (Chile) y confirmado posteriormente por otros observatorios alrededor del mundo. Situado a 12,8 años luz, es el exoplaneta más cercano al sistema solar con posibilidades de albergar vida tras Tau Ceti e.

## Características
Kapteyn b orbita a la estrella de Kapteyn, una enana roja con una masa estimada de 0,28 M☉ y un radio de 0,29 R☉. Con una temperatura superficial de 3550 K, tiene solo un 1,2 % de la luminosidad del Sol. Su metalicidad, de -0,89, es extremadamente baja, lo que indica una escasez de elementos pesados en el sistema (es decir, todos salvo el hidrógeno y el helio). La baja metalicidad favorece a los partidarios de un Kapteyn b gaseoso (minineptuno) y, en cualquier caso, demuestra la antigüedad del sistema (con una edad estimada en 11 500 millones de años).
El planeta cuenta con una masa de 4,8 M⊕ y un radio de 1,64 R⊕, lo que lo sitúa justo en el límite entre los planetas telúricos y los minineptunos. Por tanto, Kapteyn b podría ser una supertierra, un minineptuno o una transición entre ambos; aunque dada su metalicidad probablemente sea un cuerpo gaseoso. De no ser así, su temperatura media superficial (asumiendo un albedo y atmósfera similares a los de la Tierra), sería de -26,95 °C, que lo convierten en un psicroplaneta.
Kapteyn b se encuentra en la zona de habitabilidad de su estrella, con una órbita muy elíptica que lo sitúa a 0,13 UA de la misma durante su periastro y lo aleja a 0,20 UA durante el apoastro (es decir, durante su año de 48,62 días, pasa del confín interno al externo de la zona habitable). En cualquier caso, dada la poca luminosidad de su estrella, toda la zona de habitabilidad del sistema se encuentra dentro del límite de anclaje por marea y, a no ser que su excentricidad haya conseguido una resonancia orbital similar a la de Mercurio, es muy probable que presente siempre una misma cara a su estrella (contando con un hemisferio diurno y otro nocturno).
Cuenta con un compañero en el sistema de mayor tamaño, Kapteyn c, que orbita a la estrella Kapteyn a una distancia aún mayor, más allá de la zona habitable.

## Habitabilidad

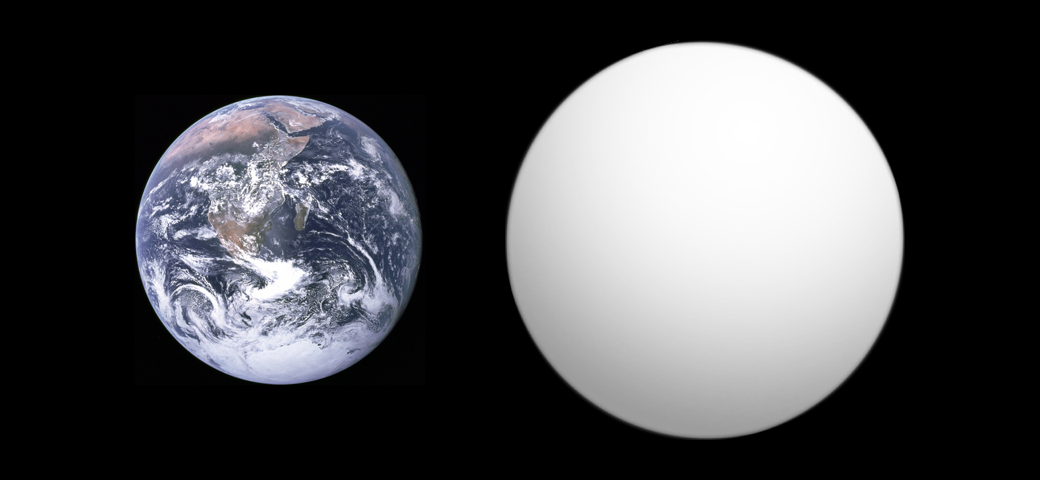
Tamaño aproximado de Kapteyn b en comparación con la Tierra.

El índice de similitud con la Tierra de Kapteyn b es del 67 %, muy similar al de Marte (64 %). Su potencial para albergar vida es muy escaso, considerando su baja temperatura de equilibrio, sus dimensiones y metalicidad (propias de un minineptuno), su probable anclaje por marea y los problemas derivados de la pertenencia a una enana roja. No obstante, su estrella es muy antigua y, de haber sido fulgurante durante sus primeros miles de millones de años de vida, hace mucho que habría dejado atrás esta fase. Además, dada su edad, cualquier organismo presente en el planeta habría tenido mucho más tiempo para evolucionar que los seres vivos de la Tierra.
En el futuro, nuevas herramientas podrán efectuar análisis espectroscópicos de la atmósfera de Kapteyn b, lo que permitirá conocer su temperatura real, composición atmosférica y la presencia (o ausencia) de vida.